# Euxoa maimes
Euxoa maimes är en fjärilsart som beskrevs av Smith 1903. Euxoa maimes ingår i släktet Euxoa och familjen nattflyn. Inga underarter finns listade i Catalogue of Life.